# Ferruccio Ferragamo
Ferruccio Ferragamo (Fiesole, 9 settembre 1945) è un imprenditore e dirigente d'azienda italiano, noto per essere stato il presidente della Salvatore Ferragamo S.p.A. dal 2006 al marzo 2022. È figlio di Salvatore Ferragamo, celebre inventore dei tacchi a spillo, e di Wanda Miletti.

## Biografia
Nel 1960 Wanda Miletti, alla morte del marito Salvatore Ferragamo, prende la direzione dell'azienda di famiglia, occupandosi anche dei loro sei figli.
Ferruccio è il primo dei figli maschi e dopo gli studi dal 1974 affianca la madre e la sorella maggiore Fiamma nella gestione dell'azienda con l'incarico di direttore generale. Nel 1984 prende la guida dell'azienda e intende far realizzare tutti i prodotti, ovvero scarpe, abbigliamento, accessori, all'esterno da quelli che chiama "partner produttivi". con un indotto di 1 200 persone in tutta Italia.
Mantiene l'incarico sino al 2006, anno in cui l'azienda è affidata a manager esterni. Ha quindi portato l'azienda in Borsa supervisionando l'Offerta pubblica iniziale nel 2011.
A lui si deve l'introduzione di una regola per gestire la continuità della partecipazione familiare nell'azienda, ovvero essendo 23 i componenti della terza generazione Ferragamo viene richiesta una formazione universitaria, perfetta conoscenza dell'inglese e possibilmente anche di cinese;  esperienza di tre anni in altre imprese; ne risultano solo tre persone con tali requisiti.
Nel marzo 2022 lascia la presidenza del gruppo al fratello Leonardo, rimanendo presidente della Holding Ferragamo Finanziaria che detiene il 54% del capitale dell'azienda.
Ferruccio Ferragamo si è impegnato anche in altri settori; poiché considera "Firenze la città più bella del mondo" si interessa di arte (patrocinando i restauri della Fontana del Nettuno dell’Ammannati in Piazza della Signoria a Firenze, di otto sale della Galleria degli Uffizi e delle statue nella piazza medicea e davanti a Palazzo Vecchio). Si interessa anche di cause umanitarie e sociali (una partnership con l’ospedale pediatrico Meyer con un finanziamento di 1,5 miliardi in tre anni).
È stato presidente di Polimoda, consigliere di amministrazione di Firenze per la Moda Italiana e invitato permanente alla Giunta di Confindustria.

## Vita privata
Sposato una prima volta con Amanda (Mandy), da cui ha avuto cinque figli (tra cui due gemelli), si è poi risposato una seconda volta con Ilaria Giusti, da cui ha avuto un figlio. Clamoroso il divorzio con la seconda moglie, che vive a Londra.
È proprietario della tenuta del Borro (prima dei Medici, poi di Amedeo d'Aosta), 1100 ettari nell'Aretino: ha restaurato l'intero borgo e impiantato circa 40 ettari di nuove vigne.